# 長野県道476号伊那インター西箕輪線
長野県道476号伊那インター西箕輪線（ながのけんどう476ごう いなインターにしみのわせん）は、中央道の伊那インター前を起点とし、伊那市西箕輪大萱（おおがや）地籍の長野県道203号与地辰野線との五叉路交差点を終点とする一般県道である。伊那インター前から東に伸びる長野県道87号伊那インター線と合わせて、アクセス道路あるいはインター線と通称される。

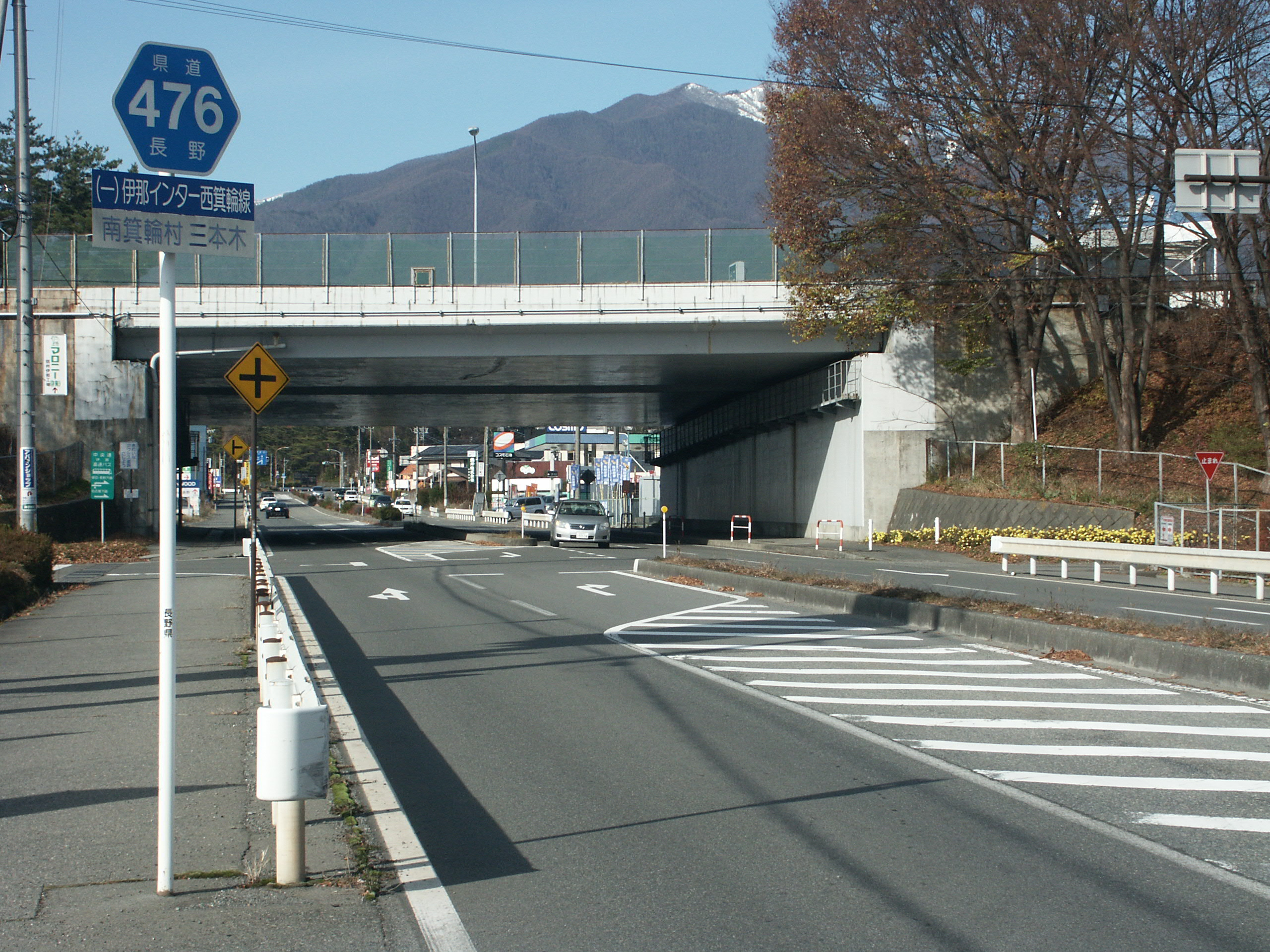
南箕輪村三本木付近

## 概要
沿線にはデリシア伊那インター店、信州大学農学部、ニシザワショッパーズ食彩館信大前店、アルプス中央信用金庫信大前支店、JA上伊那西箕輪支所、伊那市役所西箕輪支所、西箕輪小学校、西箕輪中学校などがある。権兵衛峠道路（林道経ヶ岳線）への接続路に程近く、伊那インター工業団地へ接続する道路でもあり、元から交通量はそこそこにあったが、2006年（平成18年）2月4日に権兵衛トンネル開通以来交通量が増加しつつある。周辺には県営住宅、市営住宅のほか、信州大学に通う学生向けの下宿なども多い。権兵衛トンネル開通に合わせて伊那西部広域農道と交差する大萱交差点の改良が行われたほか、大萱交差点から終点の五叉路に向けての歩道設置計画が地元で進められている。

### 路線データ
- 起点 : 伊那インター（中央自動車道伊那インターチェンジ、長野県道87号伊那インター線交点）
- 終点 : 伊那市大字西箕輪（西箕輪小中学校交差点、長野県道203号与地辰野線交点）

## 交差・接続する道路
- 長野県道87号伊那インター線
- 伊那西部広域農道 - 春の高校伊那駅伝のコースでもある。
- 長野県道203号与地辰野線